# Die eiserne Ferse

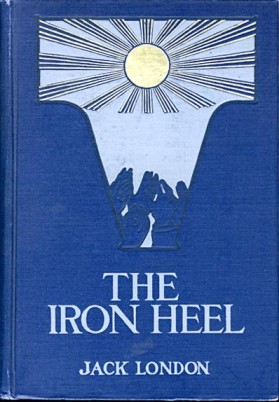
The Iron Heel, Erstausgabe

Die eiserne Ferse (OT: The Iron Heel) ist der Titel eines 1907 publizierten dystopischen Romans des amerikanischen Schriftstellers Jack London.
Der Roman besteht hauptsächlich aus dem fiktiven Manuskript der Sozialistin Avis Everhard, in dem sie vom revolutionären Kampf ihres Mannes gegen eine kapitalistische Oligarchie in den USA zu Beginn des 20. Jahrhunderts erzählt. 700 Jahre später, zur Zeit eines sozialistischen Weltstaates, wird diese Schrift, der Rahmenhandlung des Romans zufolge, entdeckt und mit Kommentaren versehen veröffentlicht. Die erste deutsche Übersetzung von The Iron Heel erschien 1922.

## Überblick
Im Jahr 419 nach der sozialistischen Weltrevolution wird ein Manuskript aus einer 700 Jahre zurückliegenden Zeit entdeckt. Es wurde von Avis, der Frau des Sozialistenführers Ernst Everhard, geschrieben und handelt von seinem Kampf gegen die kapitalistische Oligarchie. Das Dokument bricht ab mit der 1918 gescheiterten Revolution in Chicago.
Avis, eine Professorentochter aus begütertem Haus, lernt Ernst im Februar 1912 kennen. Durch ihn erhält sie Einblicke in eine fremde Welt: Sie hört zu, wie Everhard vor mittelständischen Fabrikanten und der kalifornischen Oberschicht über die schlechten Lebensbedingungen der Arbeiter und die ständig auf Zuwachs abzielenden machtpolitischen Interessen der Kapitalisten spricht. Dabei hält er den Klassenkampf gegen die Eiserne Ferse, die Trusts und Finanzoligarchen, welche die Medien und die Politik der USA beherrschen, für unvermeidlich, um die Reichen zu enteignen und eine sozialistische Weltregierung aufzubauen.
In dieser Zeit erweitert die kapitalistische Oligarchie schrittweise ihre Macht, instrumentalisiert die demokratischen Institutionen und beherrscht den Weltmarkt. Im Inland entmachtet sie den Mittelstand, treibt die verschuldeten Farmer in den Bankerott, beendet die Streiks der Arbeiter gewaltsam durch Streikbrecher und Miliztruppen und spaltet die Gewerkschaften. Nachdem Everhard für die Sozialistische Partei Amerikas in den Kongress gewählt wird, inszeniert die Eiserne Ferse einen Bombenanschlag und beschuldigt ihn als Täter. Er wird mit den anderen sozialistischen Abgeordneten zu einer lebenslänglichen Zuchthausstrafe verurteilt. Während seiner Zeit im Gefängnis entsteht ein Agentenkrieg zwischen den Trusts und den in den Untergrund abgetauchten Revolutionären, die Everhard 1915 aus den Gefängnissen befreien. Er organisiert im Frühjahr 1918 eine Revolution in Chicago, doch die Oligarchie kämpft die Rebellen nieder. Avis und Ernst Everhard entkommen den Verfolgern und planen eine weitere Revolution.

## Inhalt

### Vorwort des Herausgebers
In seinem Vorwort bewertet Anthony Meredith, der Herausgeber des Manuskripts, den Sozialistenführer Ernst Everhard als einen Helden der Arbeiterbewegung. Der Fund sei ein bedeutendes Zeugnis aus der 700 Jahre zurückliegenden Frühzeit des revolutionären Kampfes gegen die kapitalistische Oligarchie. Everhards Aktionen endeten mit seiner Hinrichtung 1932.

### Everhards Vorträge über die Situation der Arbeiter
In den ersten Kapiteln ihres Manuskripts beschreibt Avis den Aufbau ihrer Beziehung zu Ernst Everhard von Respekt über Bewunderung bis zur Liebe und Ehe. Die damals 24-Jährige begegnet dem Sozialphilosophen zum ersten Mal im Februar 1912 im Haus ihres Vaters John Cunningham (Kap. „Mein Adler“). Dieser ist Professor der Naturwissenschaften an der Berkeley Universität in Kalifornien und für Everhards Ideen aufgeschlossen. Die Gäste diskutieren über Metaphysik und pragmatische Wissenschaft. Everhard wirft den anwesenden Philosophen und Theologen vor, sie würden die schlechte Situation der Arbeiter ignorieren und seien besoldete Stützen der herrschenden Kapitalistenklasse. Zwischen Ernst und Bischof Morehouse entwickelt sich ein Streitgespräch über die gerechte Verteilung des Gewinns der Arbeit. Er kritisiert, dass die Kirche nicht die schlechte Bezahlung und die Kinderarbeit anklagt. Als Beispiel nennt er den Unfall des Arbeiters Jackson, der in der Sierra-Spinnerei, an der auch Cunningham beteiligt ist, einen Arm und damit seinen Arbeitsplatz verlor und keinen Schadensersatz erhielt (Kap. „Anklagen“). Dieser Fall beeinflusst das weitere Leben sowohl von Morehouse als auch von Avis.
Morehouse setzt sich nach diesem Gespräch persönlich für Arbeitslose ein, nimmt zwei Prostituierte in seine Villa auf und appelliert vor einer Versammlung zur Bekämpfung der öffentlichen Unmoral in San Francisco (Kap. „Die Vision des Bischofs“) an die Zuhörer, diesem Beispiel zu folgen: Die Paläste der Kirche sollten nach Jesus Vorbild Hospitäler und Heime für die sein, die auf Abwege geraten und gefährdet sind. Es sei die Pflicht der Reichen, ähnlich zu handeln. Die vom Großkapital finanzierten Zeitungen berichten nicht über den Inhalt der Rede, sondern nur von einem Schwächeanfall und einem Erholungsurlaub des Bischofs. Sie fürchten offenbar, die Vision des Bischofs würde das Herrschaftssystem zum Einsturz bringen. Nach seiner Behandlung in der Psychiatrie verkauft Morehouse insgeheim seinen Besitz, taucht unter und unterstützt arme Menschen, z. B. eine alte Frau, die in Heimarbeit als Schneiderin nur ihre Miete finanzieren kann. (Kap. „Der Bischof“)
Avis ist zuerst von Ernsts provozierender Art im Umgang mit den Diskussionspartnern abgestoßen und darüber irritiert, dass er sie, als Tochter aus begütertem Hause, und ihren Vater als Aktienbesitzer und Angehörigen der besitzenden Klasse für die Nöte der Arbeitet mitverantwortlich macht. Sie ist jedoch beeindruckt von seiner Direktheit und seinem Engagement für die Armen, und sie verliebt sich mit der Zeit in ihn. Wie für Morehouse so ist das Schicksal Jacksons auch für sie das Schlüsselerlebnis. Avis will wissen, warum er seinen Prozess um Schadensersatz verloren hat. Sie spricht mit ihm (Kap. „Jacksons Arm“), seinem Anwalt und den Vorarbeitern, die vor Gericht als Zeugen aussagten, und erfährt, dass alle von der Firma unter Druck gesetzt worden sind und Angst um ihren Arbeitsplatz hatten. Deshalb beschuldigten sie Jackson der Unvorsichtigkeit. Avis recherchiert weiter (Kap. „Sklaven der Maschine“): Alle Gesprächspartner bestätigen entweder eine direkte oder indirekte Abhängigkeit von der Firma, wie der Rechtsanwalt Ingram und die Journalisten, oder sie lehnen eine Verantwortung ab, wie Wickson und Pertonwaithe, die beiden Hauptaktionäre der Sierra-Spinnereien, und ihre Frauen. Avis schreibt daraufhin einen Zeitungsartikel über Jacksons Fall, dieser wird von keiner Redaktion angenommen. Alle Zeitungen sind abhängig von der „Herrenmoral des Kapitals“ und veröffentlichen deren Meinung, sie würden Arbeitsplätze schaffen und keine Fahrlässigkeit belohnen.

### Everhards Forderung nach einer Umverteilung des Besitzes
Avis lernt Everhards Theorie des Agglomerationsprozesses der Marktwirtschaft und seine Methode der Agitation durch seine Reden bei zwei Veranstaltungen kennen. In einem Vortrag vor einem exklusiven Klub der reichsten Leute der Stadt (Kap. „Die Wissbegierigen“) stellt Ernst zuerst seine Biographie als Arbeiter und seine Begegnungen mit den sozialistischen Führern und ihren Forderung an die Unternehmer dar. Dann kritisiert er die Macht- und Geldgier der anwesenden Kapitalisten, wirft ihnen Versagen bei der Organisation menschlicher Arbeits- und Lebensbedingungen vor und präsentiert den Plan der Sozialisten, durch den Gewinn der Wahlen die Herrschaft zu erringen und die Verhältnisse zu ändern. Dann würden die Reichen enteignet und ihr Geld umverteilt werden. Der Unternehmer Wickson antwortet ihm, sie würden ihre Macht nicht abgeben und wenn nötig mit Waffengewalt verteidigen. Darauf droht Everhard ihm mit einer Revolution.
In einer Versammlung mittelständischer Unternehmer in Cunninghams Haus (Kap. „Die Maschinenstürmer“) spricht Everhard über die Mehrwerttheorie von Marx und dessen Prognose über den Aufstieg und das Ende des Kapitalismus: Die mittelständischen Firmen, die kleine, nicht konkurrenzfähige Geschäfte aufgekauft haben, können ihrerseits nicht dem Konkurrenzdruck der Trusts standhalten und werden von ihnen übernommen. Es ist das Gesetz der Marktwirtschaft. Die Trusts beherrschen die Presse und die Regierung. Diese Entwicklung führt zu immer größeren nationalen und internationalen Einheiten, bis die Marktwirtschaft zusammenbricht und eine Oligarchie alles beherrscht. Es gibt keine Konkurrenz mehr. Alle arbeiten jetzt für die Oligarchie, die Eiserne Ferse, die alles zertreten kann. Eine Alternative wäre ein sozialistischer Staat, welcher die Machtverhältnisse umkippt, das Vermögen der Reichen gleichmäßig verteilt und für gerechte Löhne und Lebensverhältnisse sorgt. Ernst appelliert an den Mittelstand, sich für die Sozialisten zu entscheiden.

### Repressalien gegen Everhard und seine Anhänger
Mit dem 9. Kapitel „Der Strudel“ beginnt der gezielte Kampf der Eisernen Ferse gegen Ernst Everhard und Cunningham. Schon nach den ersten Veranstaltungen im Frühjahr werden Avis, als Everhards Verlobte, und ihr Vater von ihrer Klasse immer mehr von Veranstaltungen ausgeschlossen (Kap. „Schatten“): Die Oligarchie übt zuerst noch sanften Druck aus und versucht sie in ihren Reihen zu halten. Cunningham wird gedrängt, für zwei bezahlte Forschungsjahre ins Ausland zu gehen und dort an seinem Buch zu arbeiten. Everhard erhält ein Angebot der Regierung, den Posten als Arbeitskommissar der Vereinigten Staaten zu übernehmen. Er sieht darin ein Bestechung und den Versuch, ihn von den Arbeitern zu trennen und diesen ihren Führer zu nehmen. Beide lehnen ab. Dann verliert Cunningham seinen Lehrstuhl. Er findet keinen Verlag, der sein Buch veröffentlicht, und er wird von der Presse als Irrer denunziert (Kap. „Der Strudel“). Darauf verliert er durch Manipulationen sein Vermögen: seine Papiere werden gestohlen oder gefälscht und seine Aktien verschwinden. Er muss das Haus verkaufen, weil er eine angebliche Hypothek nicht bezahlen kann. Zurückgezogen lebt er in einer kleinen Mietwohnung in San Francisco und ernährt sich von kleinen Dienstleistungen (Kap. „Das große Ereignis“). Später verliert sich seine Spur, ebenso wie die vieler anderer alten Bekannten von Avis (Kap. „Die Verwandlung“). Nur von Morehouse ist bekannt, dass er beim Aufstand von Chicago ums Leben kam. (Kap. „Alpträume“)

### Die Kongresswahl
Ernst kandidiert für einen Sitz im Kongress und erlebt, wie der Wahlkampf behindert wird: Die Post befördert nicht mehr die Zeitungen der Mittelstandparteien. Dadurch wird ihnen ihr wichtigstes Kommunikationsmittel genommen. Ein durch den Trust bewirkter Preissturz bei Lebensmitteln führt zur Aufgabe vieler Farmen wegen Überschuldung und zur Arbeitslosigkeit der Bauern. Damit sie nicht zu den Sozialisten überlaufen, werden diese als Gotteslästerer und Atheisten verleumdet. Die Mittelständler schließen sich den Trusts an und werden anschließend von diesen aufgesogen. Schlägertrupps, „Die schwarzen Hundertschaften“, stören die Veranstaltungen und Demonstrationen der Arbeiter. Bezahlte Streikbrecher unterlaufen ihre Streiks (Kap. „Der Generalstreik“). Es kommt zu Kämpfen und das Militär greift auf Seiten der Trusts ein und schützt die Streikbrecher. Ernst diskutiert mit seiner Partei über die Strategie: Er ist für eine Revolution, die Partei setzt auf die Mehrheit bei der Wahl (Kap. „Der Strudel“). Ernst gewinnt zwar einen Kongresssitz, aber die Hoffnungen der Sozialisten erfüllen sich nicht. In dieser Situation heiraten Avis und Ernst. Er kann nicht mehr publizieren und verdient den Lebensunterhalt durch Übersetzungen.

### Die Herrschaft der Trusts
Nach der Kongresswahl im Herbst 1912 spitzt sich die Situation weiter zu. Die Trusts verschärfen die politische Lage. Im Frühjahr 1913 kommt es wegen vieler Arbeitslosen im Inland zu Absatzproblemen und die Unternehmen versuchten ihre Produkte auf dem Weltmarkt unterzubringen. Um ihren größten Konkurrenten Deutschland auszuschalten, erklärten ihm die USA den Krieg. Doch die Sozialisten beider Länder organisieren einen Generalstreik und erreichen die Rücknahme der Kriegserklärung. Darauf entmachten in Deutschland die Sozialisten den Kaiser und enteignen die Kapitalisten. Während die Deutschen mit ihrer Innenpolitik beschäftigt sind, dominiert die USA jetzt den Weltmarkt und dies stärkt die Trusts. Die Folge sind Systemzusammenbrüche in der ganzen Welt. In Europa bilden sich nach sozialistischen Revolutionen genossenschaftlich organisierte Staaten. Die britischen Kolonien befreien sich. Nord- und Mittelamerika sowie Ostasien (Japan) werden von kapitalistischen Trusts beherrscht.
In den USA übernehmen die Trusts immer mehr landwirtschaftliche Betriebe und mittelständische Fabriken. Die ehemaligen Eigentümer werden Arbeiter oder arbeitslos. Damit durch diese Entwicklung nicht die Sozialistische Partei gestärkt wird, spalten die Großkapitalisten die Gewerkschaften, indem sie die Facharbeiter v. a. der Metallindustrie und der Eisenbahnen besser bezahlen. Deren Gewerkschaften gehen auf den Deal ein. Die anderen Arbeiter bilden dagegen das Heer der schlechtbezahlten Lohnsklaven. Eine Kastenordnung entsteht. In der gespaltenen Gewerkschaft gibt es unterschiedliche Strategien. Die Facharbeitergewerkschaften sind gegen eine Revolution und hoffen auf Verbesserung ihrer Situation durch Wahlen. Ernst Everhard hat eine andere Vision: Es wird weltweit einen langen Kampf zwischen den Trusts und den Lohnsklaven geben, bis sich alle Arbeiter zusammenschließen und gemeinsam die kapitalistischen Oligarchien entmachten und eine Bruderschaft der Menschheit gründen, die den Besitz für alle so verwaltet und genossenschaftlich betreibt, dass alle gut leben können. (Kap. 13 „Der Anfang vom Ende“)

### Das Ende des parlamentarischen Systems
In Washington kündigt sich das Ende des parlamentarischen Systems an. Everhard zieht als Kongress-Abgeordneter mit seiner Frau in die Hauptstadt um. Die Sozialisten sind in der Minderheit. Aber die Oligarchie will die ganze Macht. Sie schleust in die Reihen der Bauernpartei und der Arbeiter Agents Provocateurs ein, welche sie zum Aufstand aufstacheln. In den Bauernstaaten kommt es zu Rebellionen und Plünderungen, die im April 1913 vom Militär und den zwangsweise einberufenen Milizen mit harter Gewalt beendet werden. Die des Hochverrats angeklagten Abgeordneten der Bauernpartei verlieren ihre Parlamentssitze an die Oligarchie. (Kap. „Das Ende“)
Schlusspunkt dieser Entwicklung ist der, wie sich später herausstellt, Anschlag der Eisernen Ferse im Parlament: Während Everhards Rede gegen die Oligarchie explodiert in seiner Nähe eine Rauchbombe. Ernst wird des Anschlags beschuldigt und zusammen mit anderen Sozialisten zu lebenslänglichem Zuchthaus auf der Felseninsel Alcatraz in der Bucht von San Francisco verurteilt. Die im Zuschauerraum anwesende Avis kommt als angebliche Unterstützerin für sechs Monate in Haft. (Kap. „Die scharlachrote Livree“)
Noch bevor die Trusts den offenen Kampf gewonnen haben, hat Everhard mit seinen Genossen als Gegenmaßnahme Kampfbrigaden aufgebaut, welche als Spione in die Reihen der Gegner eingeschleust werden. So entsteht ein jahrhundertelang dauernder und viele Toten fordernder Guerillakrieg zwischen den Truppen der Kapitalisten und den Brigaden der Arbeiter. Die Agenten führen in den Reihen der Gegner Attentate durch und richten die aufgespürten Spione und Verräter hin. (Kap. „Das Ende“)

### Versteck im Sonoma County
Nach der Verurteilung der Abgeordneten tauchen die sozialistischen Aktivisten unter. Auch Avis wechselt nach ihrer Entlassung ihre Identität und schlüpft verkleidet in die Rolle einer Frau der Oligarchie. Sie verändert ihre Körperhaltung, ihre Stimme und spielt eine andere Persönlichkeit. So reist sie mit Unterstützung des Untergrundsystems unerkannt quer über den Kontinent nach Kalifornien. Sie versteckt sich in der Wildnis des Sonoma Countys in der Nähe des Jagdhauses des kleinen Oligarchen Wickson bei Glen Ellen, wo man keine prominente Revolutionärin vermutet. Hier wird sie von Untergrundkämpfern versorgt und nimmt Verbindung mit Ernst auf. (Kap. „Im Schatten der Sonoma-Berge“)
1915, zwei Jahre nach der Verurteilung, gelingt die Befreiung der Gefangenen. Ernst und Avis verbringen jetzt die glücklichsten 18 Monate ihrer Ehe versteckt in Glen Ellen, das sich zu einem kulturellen Zentrum oppositioneller Künstler, Gelehrten, Studenten, Musiker und Dichter entwickelt. Von hier aus unterhalten sie Kontakte mit den Sozialisten und bauen eine Vernetzung auf. (Kap. „Ein verlorener Oligarch“)

### Die gespaltene Gesellschaft
Inzwischen hat sich die Gesellschaft weitergehend gespalten. Einerseits hat sich die Oligarchie stabilisiert. Sie verbessert das Einkommen und die Lebensbedingungen der Facharbeiter, Verwaltungsangestellten, Polizisten und Söldner, der Stützen des Systems: kürzere Arbeitszeit, längerer Urlaub, Vergnügungen. Die Oligarchie verdient immer mehr von den Agglomerationen und baut mit dem reichlichen finanziellen Überschuss für ihre Leute die mit Kunstwerken prächtig ausgestatteten modernen Wolkenkratzer-„Wunderstädte“ Ardis, Asgard und Serle. Das Leben der Oberschicht ist ruhig und diszipliniert. Es gibt keine Streiks und Aussperrungen, und die bevorzugte Kaste fühlt sich moralisch dem „gepeitschten Volk des Abgrundes“, den Arbeitssklaven, überlegen. Die Kinder erhalten eine gute Schulausbildung, können studieren und werden in wissenschaftlichen und technischen Berufen ausgebildet. Es entwickelt sich bei ihnen eine Führungsideologie. Von klein auf werden sie mit einem aristokratischen Denken der Überlegenheit sozialisiert und betrachten sich als „Retter der Menschheit“ und Erhalter der Zivilisation. Sie müssen die als Bestien angesehenen Arbeitssklaven beherrschen, um ein Chaos zu verhindern: „Die große treibende Kraft der Oligarchie ist der Glaube, dass sie das Rechte tue, ungeachtet der […] Unterdrückung und Ungerechtigkeit, die die Eiserne Ferse ausübt[-].“ (Kap. „Die brüllende Bestie des Abgrunds“)
Auf der anderen Seite gewinnen die Revolutionäre ihre Kraft aus einem anderen moralischen Überlegenheitsgefühl, dem Gefühl der eigenen Rechtlichkeit, die Arbeitssklaven zu befreien. Dieses „Volk des Abgrunds“, das Proletariat, steht ohne Selbstwertgefühl apathisch zwischen beiden Gruppen. Ohne Schulausbildung lebt es in Elendsvierteln. Diese Menschen haben keine freie Wahl der Arbeit, keine Freizügigkeit und dürfen keine Waffen tragen. Die Oligarchie lässt sie zu ihren Arbeitseinsätzen beim Straßen-, Kanal- und Tunnel- und Befestigungsbau transportieren.

### Die Revolution in Chicago
Ernst und Avis arbeiten am Untergrundnetzwerk der Sozialisten und bereiten eine Revolution vor. Ernst wählt dafür die Industriestadt Chicago als geeigneten Ort aus. 1917 verlassen die Everhards ihren Zufluchtsort und reisen getrennt als Agenten in geheimer Mission durch die USA. Es ist eine Schattenwelt des Geheimdienstes, in der niemand niemanden kennen darf. Sie sind immer in der Gefahr, von feindlichen, in die Organisation eingeschleusten oder vom Gegner bestochenen und übergelaufenen Agenten entdeckt und liquidiert zu werden. Um Identifizierungen zu verhindern, arbeiten Chirurgen die Gesichter vieler Agenten um: Schnitte in Kehlkopf, Zunge oder Nase verändern die Sprechweise. (Kap. „Die brüllende Bestie des Abgrunds“)
Die Revolution wird für das Frühjahr 1918 festgesetzt. Ernst plant den Ablauf: Die Sprengung wichtiger Verkehrswege, der Versorgungsleitungen, Magazine der Polizeistationen und der Kommunikationsverbindungen behindert den Transport der Söldner. Die Geheimagenten sorgen bei den Organen der Oligarchie für Verwirrung und Anarchie. Das „Volk des Abgrunds“ wird aktiviert und ihre Wut zum Sturm auf die Paläste gelenkt. In dieser Phase der Lähmung soll die Macht ergriffen werden. Doch der Geheimplan wird vom Spionagesystem der Eisernen Ferse entdeckt. So ist die Oligarchie vorbereitet und kann rechtzeitig Söldner an strategischen Stellen verstecken. Aber man lässt den Aufstand sich entwickeln und schießt mit Maschinengewehren die Demonstranten reihenweise nieder. (Kap. „Die Kommune von Chicago“)
Avis reist am Tag der Revolte aus New York an und bemerkt den Hinterhalt zu spät. So gerät sie in die wütend alles zusammenschlagende Kolonne des „Volkes des Abgrunds“ und anschließend in den Straßenkampf. Von Luftschiffen aus werfen Revolutionäre Bomben auf die Festung. Die Söldner setzen sich zunehmend im Häuserkampf gegen die Aufständischen durch und brennen die Arbeiterviertel nieder. (Kap. „Das Volk des Abgrunds“) Auf der Flucht durch die von toten Soldaten und Arbeitern bedeckten Straßen trifft Avis auf Ernst. Sie verlassen die zerstörte Stadt durch ein Labyrinth von Trümmern und verstecken sich vor der Eisernen Ferse, welche die versprengten Rebellen im ganzen Land verfolgt. Ernst hofft nach dieser Niederlage auf eine neue Revolution, und die Sozialisten beginnen mit der Rekrutierung von Aktivisten und der Reparatur ihres Untergrundnetzes. (Kap. „Alpträume“)
Das weitere Schicksal der Protagonisten nach 1918 wird vom Herausgeber nur in einer Anmerkung angedeutet: Everhard bereitete eine weitere Revolution vor und wurde kurz vor deren Ausbruch 1934 entdeckt und hingerichtet. Avis zog sich darauf nach Wake Robin Lodge zurück und begann mit ihrem Manuskript. Da das Dokument Fragment geblieben ist, mitten im Satz abbricht und in einem Baum versteckt wurde, nimmt der Herausgeber an, dass Söldner Avis entdeckt und gefangen genommen haben oder dass sie geflohen ist.

## Form

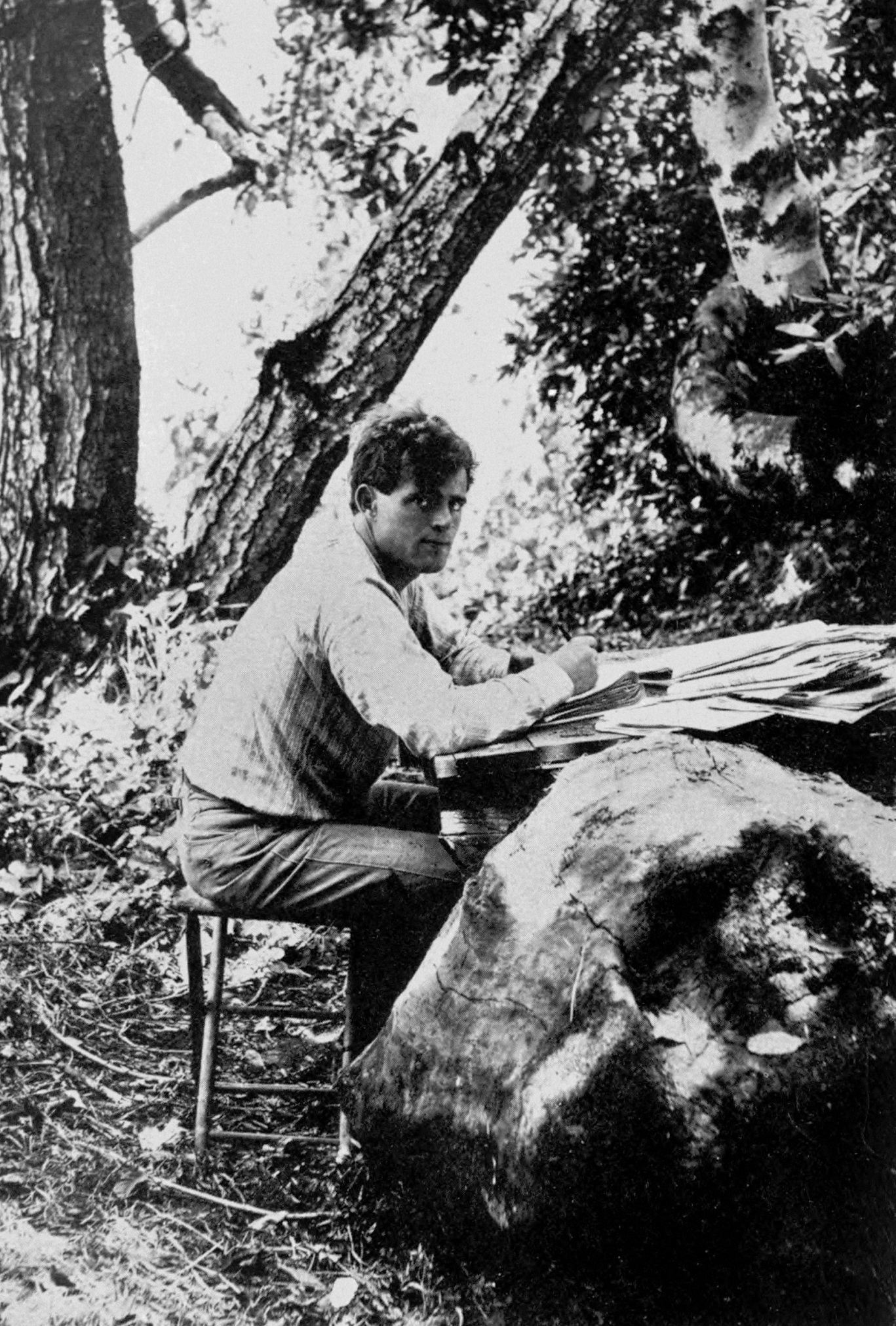
London auf der „Beauty Ranch“ (1905)

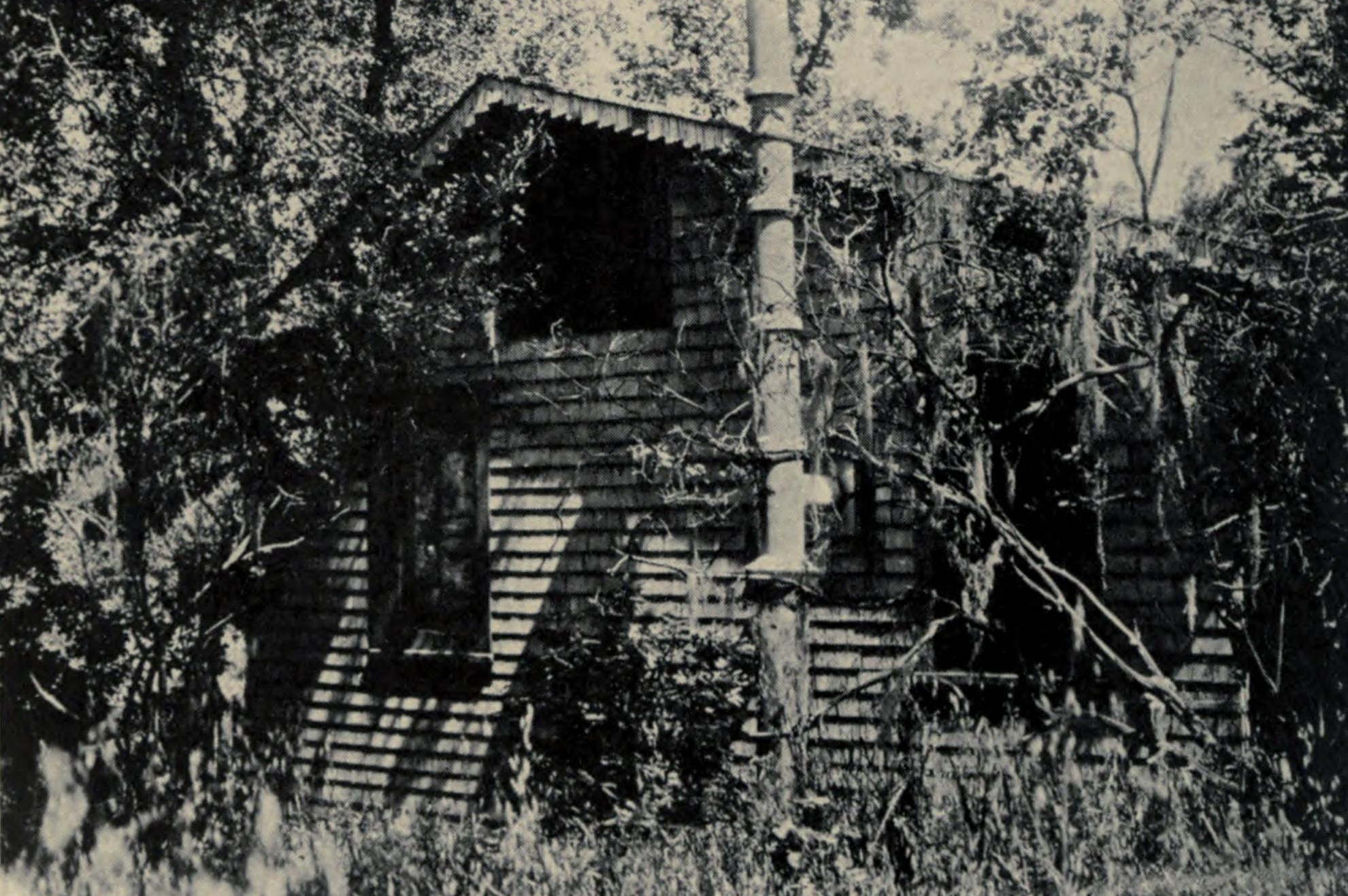
Londons Haus in Wake Robin Lodge (1905)

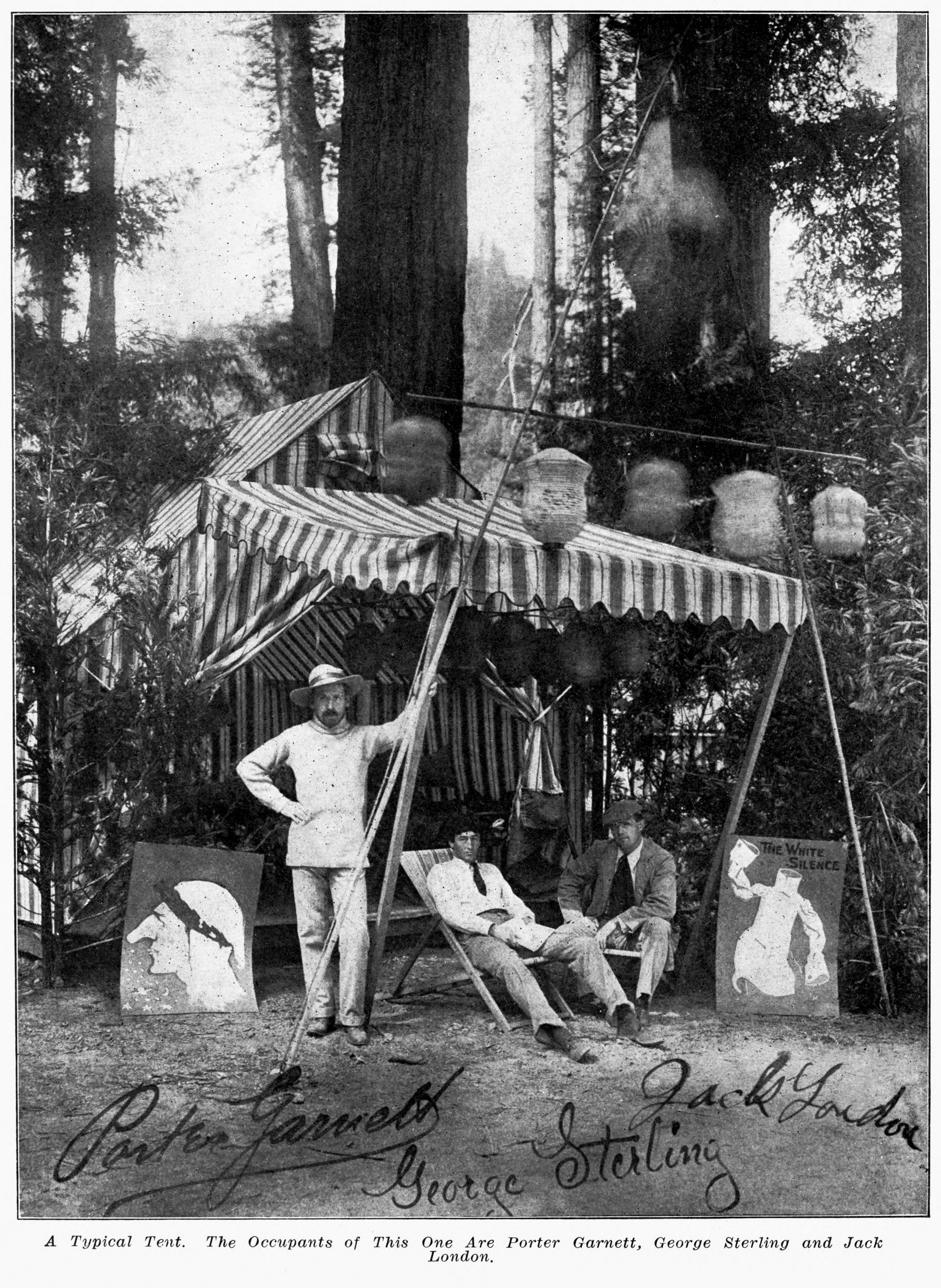
London mit Künstlerfreunden im Bohemian Grove zur Entstehungszeit des Romans

Die eigentliche Handlung der „Eisernen Ferse“ ist ein fiktiver Bericht aus dem 20. Jh., der in einer Herausgeber- bzw. Manuskriptfiktion in eine rudimentäre Rahmenhandlung eingebunden ist. Die aus 25 Kapiteln bestehende Ich-Erzählung Avis Everhards wird vom Herausgeber Anthony Meredith als ein Dokument präsentiert, das 700 Jahre nach der Abfassung gefunden und der Öffentlichkeit in der Form einer historisch-kritischen Ausgabe zugänglich gemacht wird: mit einem Vorwort und Anmerkungen versehen, die Begriffe klären, Teile der Handlung kommentieren, die Schicksale einzelner Personen erläutern und das Geschehen in größere Zusammenhänge einordnen und ergänzen.
Mit dem Kunstgriff der Anmerkungen, die für die imaginären Leser des 27. Jahrhunderts geschrieben sind und die diesen die Selbstverständlichkeiten des frühen 20. Jahrhunderts erklären sollen, vermittelt London dem tatsächlichen Leser seiner Zeit auch seine Vorstellung vom Zeitalter der Menschenbrüderschaft, z. B. durch Hinweise auf die Fortschritte der neuen Gesellschaft: Die Benutzung öffentlicher Verkehrsmittel ist frei, die Menschen müssen für ihre Wohnungen keine Miete mehr zahlten, Diebstähle gibt es im Allgemeinen nicht mehr, nur noch als jugendliche Torheit. Alle Menschen sind durch eine staatliche Fürsorge abgesichert und Kriege und andere Gewalttaten mit Blutvergießen sind unbekannt.
London schrieb einen, von der Entstehungszeit aus gesehen, in der nahen Zukunft spielenden Science-Fiction-Roman, bei dem jedoch im Gegensatz zu diesem Genre nicht der technische Fortschritt im Vordergrund steht. Avis Everhard und die Kommentare des Herausgebers beschreiben v. a. die politischen und sozialen Änderungen. Der dystopische Charakter des Romans mit dem Schwerpunkt auf Unterdrückung durch die Eiserne Ferse wird durch die Aussicht auf die Errichtung der sozialistischen Gesellschaft abgemildert und in Richtung auf eine positive Utopie gelenkt.

## Autobiographische Bezüge
Londons Leben als armer Jugendlicher hat Ähnlichkeiten mit der Biographie seines Protagonisten Ernst Everhard. Auch er hat körperlich hart gearbeitet, las Schriften von Karl Marx und war Mitglied der Socialist Party der Vereinigten Staaten. Zu seinem Roman angeregt wurde er durch die gescheiterte Russische Revolution 1905, in die er große Erwartungen gesetzt hatte.
Der Roman entstand auf der 1905 von London gekauften Ranch „Beauty Ranch“ bei Glen Ellen im Sonoma County, am östlichen Hang des Sonoma Mountains. In dieser Gegend spielt ein Teil der Handlung: Avis Everhard findet in Wake Robin Lodge Unterschlupf, eine Viertelmeile von Glen Ellen entfernt (Kap. „Im Schatten der Sonoma Berge“), und schreibt hier ihr Manuskript, das sie 1932 in einem hohlen Baum versteckt. Nach Everhards Befreiung aus dem Zuchthaus lebt er für 18 Monate mit Avis in Wake Robin Lodge. In dieser Zeit entwickelt sich ihr Haus zu einem Treffpunkt von Künstlern. Auch diese Episode könnte eine Vorlage in Londons Biographie haben: Er wurde 1904 Ehrenmitglied der Künstlergruppe „Bohemian Grove“ in Monte Rio und nahm an vielen Aktivitäten und Veranstaltungen teil, z. B. dem „Summer High Jinks“.

## Rezeption
In der Rezeption wird Londons Roman in die utopische und dystopische Literatur eingeordnet und diskutiert. Die meisten Rezensenten sehen das Werk weniger als Dystopie, sondern vielmehr als Warnung vor einer Unterschätzung der Gewaltbereitschaft des US-Kapitals durch die Sozialisten, die auf eine Umwandlung der USA, ähnlich wie in „Looking Backward, 2000–1887“ beschrieben, durch die Wahlurne setzten. Positiv gesehen werden der dokumentarische Charakter und die zweite Zeitebene mit einer Relativierung der Standpunkte Ernsts und Avis Everhards durch das Vorwort und die ausführlichen Fußnoten des Herausgebers des Manuskripts. Einige Kritiker sehen das Werk als hellsichtige Vorausdeutung auf den Nationalsozialismus an und verstehen es unter Bezugnahme auf George Orwell als antitotalitäre Dystopie. Bei der Beschreibung der titelgebenden Oligarchie nehme London hellsichtig spätere Strukturen des Totalitarismus vorweg, siedele diese aber vor allem in den USA an. Andere Rezensenten, z. B. der des New Yorker Wochenmagazins „The Outlook“ schätzen den literarischen Wert der Fiktion als gering und das sozialistische Modell als wenig überzeugend ein.
„Die eiserne Ferse“ stand im Mai 1933 auf Wolfgang Herrmanns Schwarzer Liste der verbotenen Bücher.

## Adaptionen
- Zwei russische Verfilmungen: „Die Eiserne Ferse“ (1919) und „Die Eiserne Ferse der Oligarchie“ (1999).
- Bühnenbearbeitung von Edward Einhorn 2016 in New York 2021 als dreiteiliges Audio-Drama-Podcast veröffentlicht.

## Deutschsprachige Ausgaben
- Die eiserne Ferse. Ein sozialer Roman. übersetzt von Fritz Born. See-Verlag, Konstanz 1922. (deutsche Erstausgabe)
- Die eiserne Ferse. übersetzt von Erwin Magnus, Einführung von Anatole France, Vorwort von Anthony Meredith. Büchergilde Gutenberg, Berlin 1927. (genannt einzig berechtigte Übersetzung)
- Die eiserne Ferse. Roman. Verlagsgenossenschaft ausländischer Arbeiter in der UdSSR, Moskau 1935.
- Die eiserne Ferse. übersetzt von Eduard Thorsch. Büchergilde Gutenberg, Zürich 1948.
- Die eiserne Ferse. übersetzt von Christine Hoeppener, mit Illustrationen von Horst Bartsch, Nachwort von Horst Ihde. Verlag Neues Leben, Berlin 1972 (Ausgabe in der DDR, 1973 nachgedruckt im Weismann Verlag, München; 1984 bei Ullstein)
- Die Scharlachpest. Die eiserne Ferse. Zwei Romane in einem Band. übersetzt von Erwin Magnus. Büchergilde Gutenberg, Frankfurt am Main 1977, ISBN 3-7632-2114-X.
- Die eiserne Ferse. mit einer Einführung von Anatole France. Wilhelm Heyne Verlag, München 1978, ISBN 3-453-00922-3 (Taschenbuchausgabe)
- Die eiserne Ferse. Roman. übersetzt von Christine Hoeppener. Ullstein Verlag, Frankfurt am Main / Berlin / Wien 1984, ISBN 3-548-20454-6 (im Rahmen der Ozeanischen Bibliothek 1984 herausgegeben und mit einem Nachwort von Herbert W. Franke)